# Guy Rabstejnek
Guy Rabstejnek, né le 7 août 1924 à Saint-Malo (France) et mort le 31 janvier 2003 à Saint-Barthélémy, est un footballeur français. Il évolue durant sa carrière au poste de milieu de terrain.

## Carrière
Guy Rabstejnek est le frère de Joseph Rabstejnek, lui aussi footballeur professionnel. Leur père est originaire de Tchécoslovaquie et a reçu la nationalité française.
Guy commence sa carrière en jouant pour le Stade rennais université club où il évolue de 1946 à 1951.
Ensuite, il joue à l'AS Monaco, et prend sa retraite en 1953.
Au total, il joue 85 matchs en Division 1 et 45 matchs en Division 2.
En 1959, il signe au FC Pau lors de la création du club.